# Lea Hofmann
Lea Hofmann (* 19. März 1998) ist eine Schweizer Unihockeyspielerin. Sie stand während ihrer Karriere beim Nationalliga-A-Vertreter UH Red Lions Frauenfeld unter Vertrag.

## Karriere

### Verein
Hofmann begann ihre Karriere beim UHC Jonschwil Vipers, wechselt später in den Nachwuchs von Unihockey Red Lions Frauenfeld. 2014 debütierte sie in der Nationalliga B für den Verein aus Frauenfeld. 2016 stieg sie mit den Red Lions in die Nationalliga A auf. Am 8. Mai 2017 gab der Verein bekannt, dass sie weiterhin für die Red Lions auflaufen wird.
2021 beendete Hofman ihrer aktive Karriere und schloss sich dem 2. Liga Verein UHC Wängi an.

### Nationalmannschaft
2014 debütierte sie für die U19-Nationalmannschaft der Schweiz. Ihren ersten Treffer erzielte sie 2016 an einem Vorbereitungsturnier. 2016 spielte sie an der Weltmeisterschaft im kanadischen Belleville. Dort kam sie in fünf Partien zum Einsatz.